# جون بي. ميشيل
جون بي. ميشيل (بالإنجليزية: John B. Michel)‏ (1917، نيويورك في الولايات المتحدة - 1968)؛ روائي أمريكي.